# Біла балка (Дніпро)

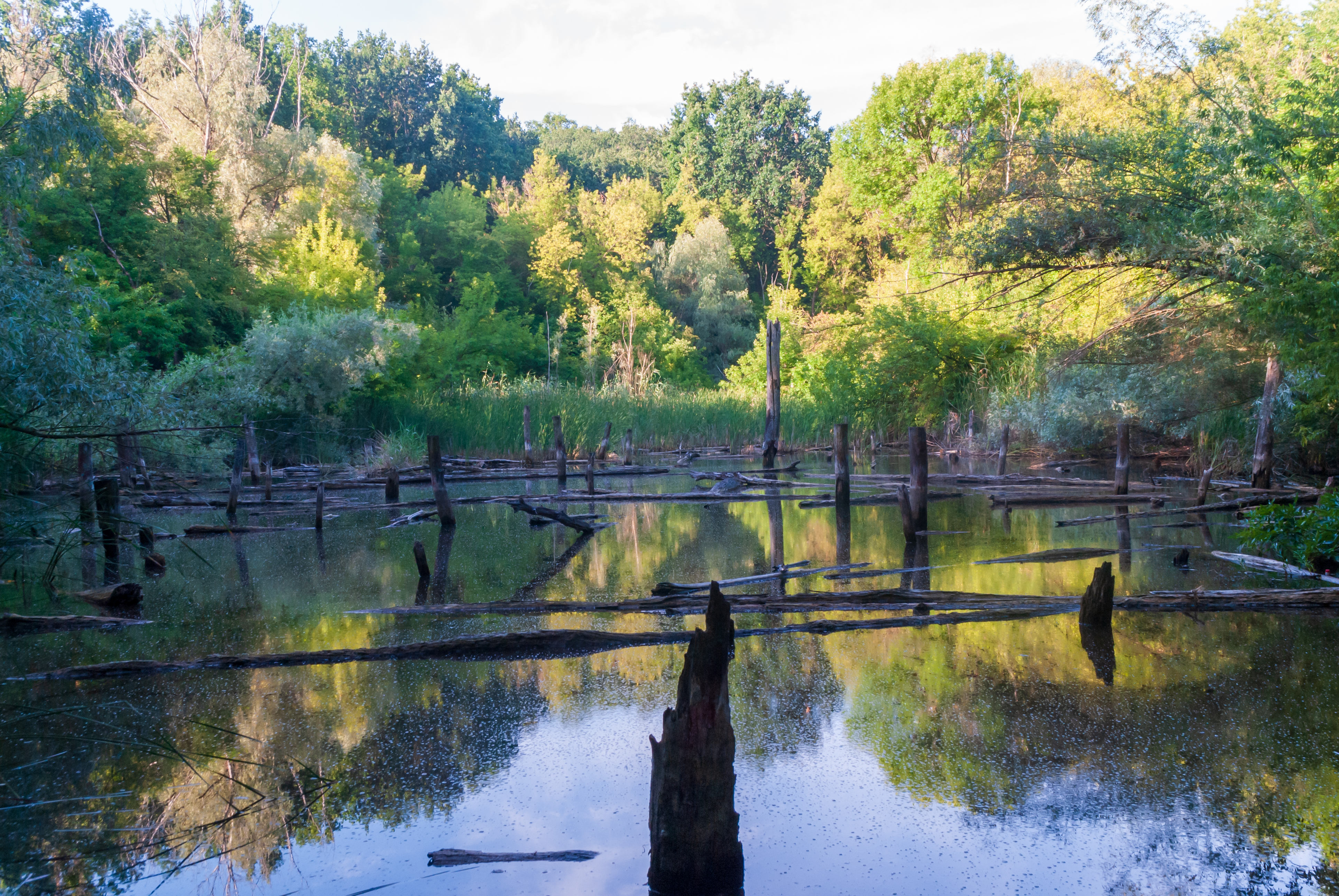
Ставок

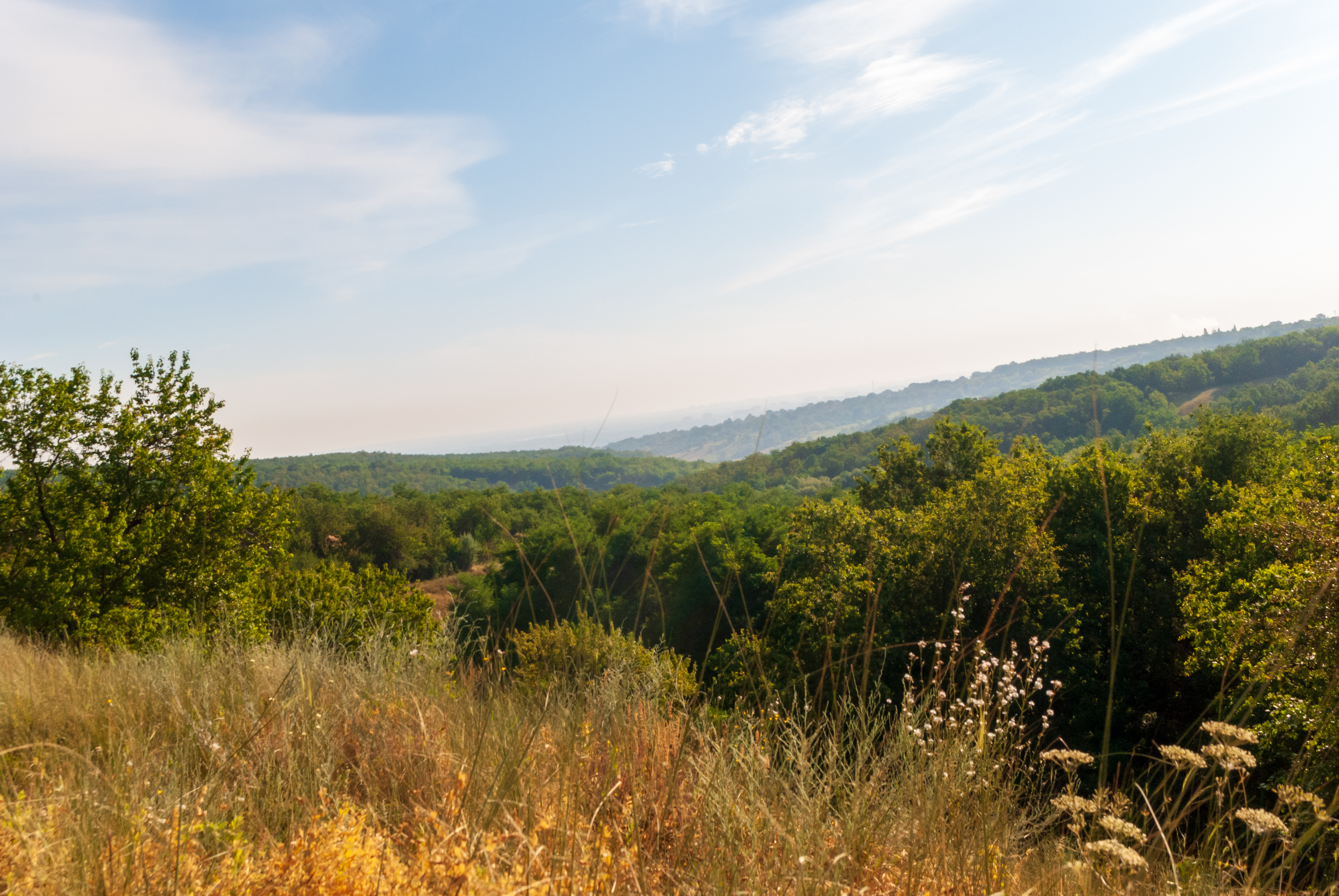
Погляд в бік Дніпра

Біла балка, балка Мамая  — балка у Новокодацькому районі міста Дніпро. Розташована на межі між житловими масивами Діївка — 2 та Сухачівка. Пролягає з південного заходу на північ від житового масиву Ясне до Дніпра відстанню 6 — 7 кілометрів. Має яри — відгалуження глибиною до 40 метрів, що виходять від пагорба «гора Висока», схили якого вкриті листяним лісовим масивом Новокодацького лісництва. Також лісом вкриті верхня та середня частина балки. У верхів'ях балки та її гирлі розташовані дачні селища та городи. У гирло балки вдається однойменна вулиця житлового масиву Діївка — 2.
У верхів'ях балки б'ють джерела та витікають декілька струмків, що зникають у її  верхній частині. Струмки є  притоками і залишками колись єдиного потоку, що протікав по всій балці і впадав у  Річицю.

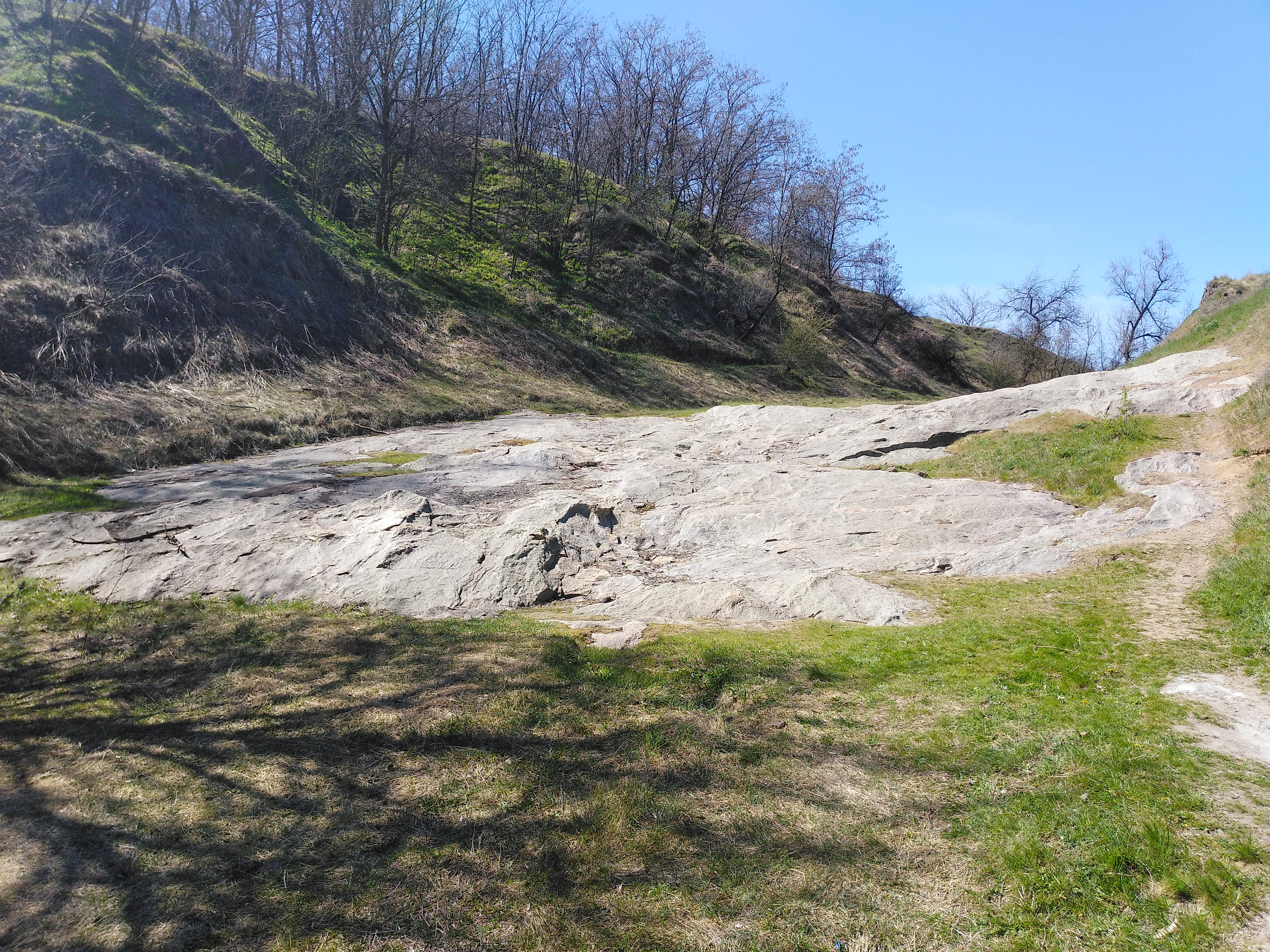
Баранячий лоб

Також у балці наявні гранитні скелі «Баранячі лоби» (координати 48.464360, 34.861102), що є слідами ріського льодовикового періоду, коли південна межа льодовика доходила до сучасного міста Дніпро.
Назва походить від наявних у балці покладів білої глини, розробками якої займались діївські гончарі та 2 череп'яних заводи. Один з ярів балки має назву Сімергейка, від власника черепичного заводу Сімергеєва, що розробляв у ньому сировину для черепиці.
Є одним з наймальовничіших куточків західної околиці Дніпра, де проходять туристичні походи та відбуваються велосипедні перегони.
У 2022 році вулиця Костромська у Діївці-2 була перейменована на вулицю Мамаєва Балка, попри те що вона розташована від балки на відстані три кілометри.

## Легенда про перевертня
Згідно старої легенди в балці після зруйнування Січі оселився козак - характерник, що міг обертатись на вовка. Вночі він бігав напитись до одного із джерел з цілющою водою завдяки чому ніколи не хворів (старожили кажуть що джерельна вода в байраку має лікувальні властивості), роздираючи кожного хто зустрічався на його шляху. В даній легенді збереглися спогади про вовчі зграї, що жили в довколишніх лісах до 1970 - тих років. Нині довкола балки не живуть не лише вовки, але й взагалі ніякі великі хижаки.